# Lê Lê Lê
"Lê Lê Lê" é um single da dupla brasileira João Neto & Frederico, lançado em 2011 e extraído do álbum Ao Vivo em Palmas, lançado em 2012. A canção já atingiu a sexta posição da Billboard Brasil, e também fez parte da trilha sonora da novela Cheias de Charme, da Rede Globo. Tem a composição de Raynner Souza, Adriann Mendes e Anderson Barony.
A canção foi sucesso em diversos países europeus como França, Inglaterra, Bélgica e Espanha.

## Prêmios e indicações
| Ano  | Prêmio            | Indicação     | Resultado |
| ---- | ----------------- | ------------- | --------- |
| 2012 | Caldeirão de Ouro | As 10+ do Ano | 4º Lugar  |

## Paradas
| País/Paradas (2011-2012)                      | Melhor Posição |
| --------------------------------------------- | -------------- |
| Brasil (Billboard Brasil Hot 100)             | 2              |
| País/Paradas (2014)                           | Melhor Posição |
| Bélgica (Ultratip Bubbling Under de Flandres) | 11             |
| Bélgica (Ultratip Bubbling Under da Valônia)  | 16             |
| Países Baixos (Single Top 100)                | 47             |